# 魯西卡古塔
50°13′39″N 26°8′14″E / 50.22750°N 26.13722°E
魯西卡古塔（烏克蘭語：Руська Гута），是烏克蘭的村落，位於該國西部捷爾諾波爾州，由克列梅涅茨區負責管轄，始建於1650年，面積1.36平方公里，2001年人口313，人口密度每平方公里230.2人。